# 宝岛杓兰
，为蘭科喜普鞋蘭屬下的一个种，分佈于臺灣中北部山區。它由日本學者瀨川孝吉（Segawa Kōkichi，其姓即其種加詞來源）在1930年奇萊山採得標本，1933年由日本植物學家正宗嚴敬命名。

## 扩展阅读
- 維基物種上的相關：寶島喜普鞋蘭